# 新利府駅
新利府駅（しんりふえき）は、宮城県宮城郡利府町字谷地脇にある、東日本旅客鉄道（JR東日本）東北本線（利府線）の駅。
JR東日本管内の車両基地である新幹線総合車両センターに併設されている。

## 歴史
東北新幹線の開業に伴い、新幹線総合車両センター勤務者の便を考慮して設置された駅である。

### 年表
- 1982年（昭和57年）4月1日：開業[3]。
- 1987年（昭和62年）4月1日：国鉄分割民営化により、JR東日本の駅となる。
- 2003年（平成15年）10月26日：ICカード「Suica」の利用が可能となる[4]。
- 2024年（令和6年）10月1日：えきねっとQチケのサービスを開始[1][5]。

## 駅構造
単式ホーム1面1線を有する地上駅である。仙台駅管理の無人駅で、ホーム南端に簡易Suica改札機と乗車駅証明書発行機が設置されている。
駅の出入口は大小2つある。このうち大きい方（ホーム中央部の出入口）は新幹線総合車両センターの関係者専用となっており、朝晩のみの開門となり、一般客は利用できない（新幹線車両基地まつり開催時を除く）。小さい方（ホーム南端）は常時開いており、改札機などはこちらに設置されている。
なお、毎年夏に開催される「新幹線車両基地まつり」の際は、岩切管理駅、宮城サポートセンター、東北本部から社員が派遣され、旅客誘導、乗車券発売（近距離のみ）、改札業務を行う。

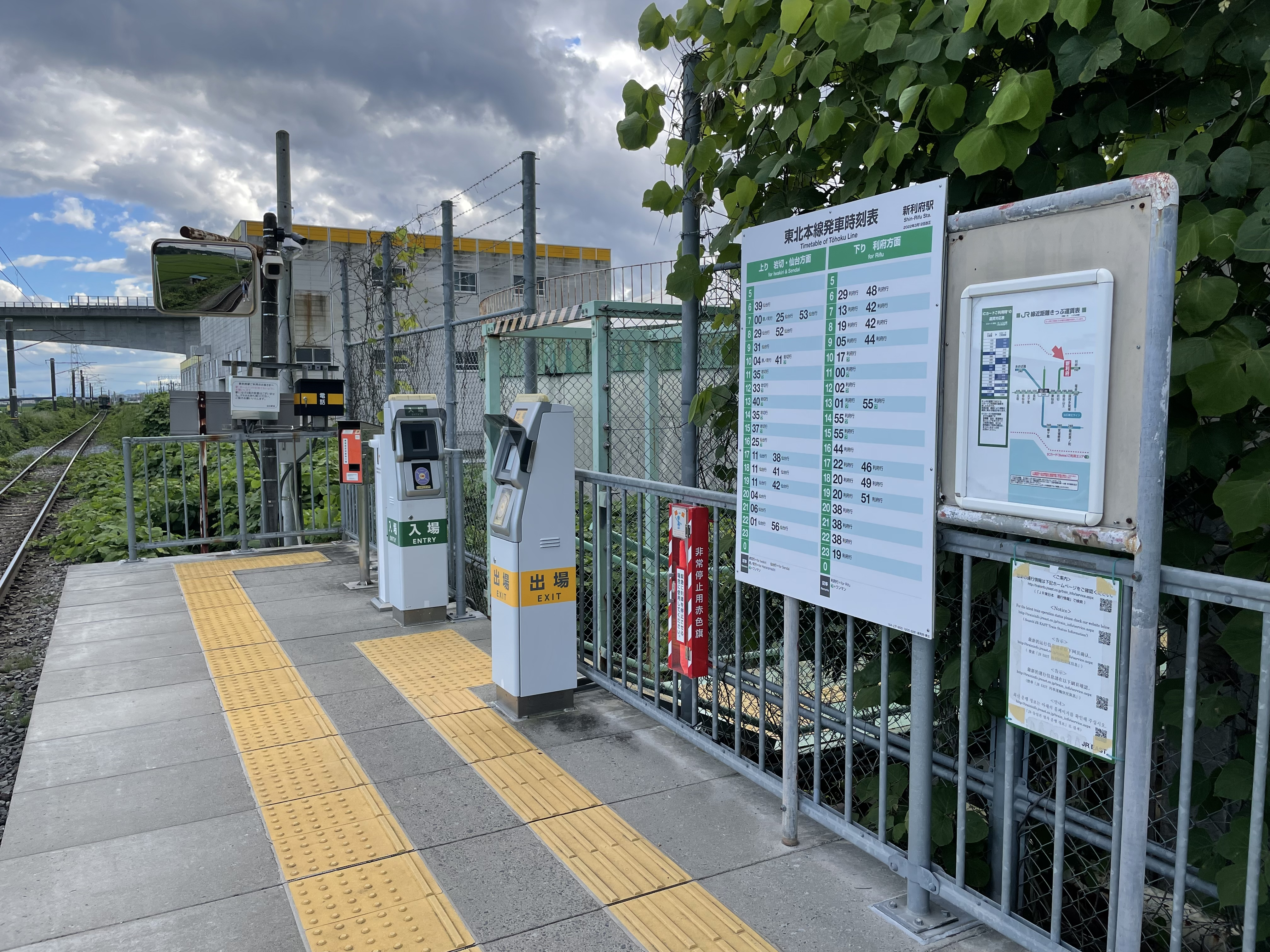
簡易Suica改札機（2022年7月）
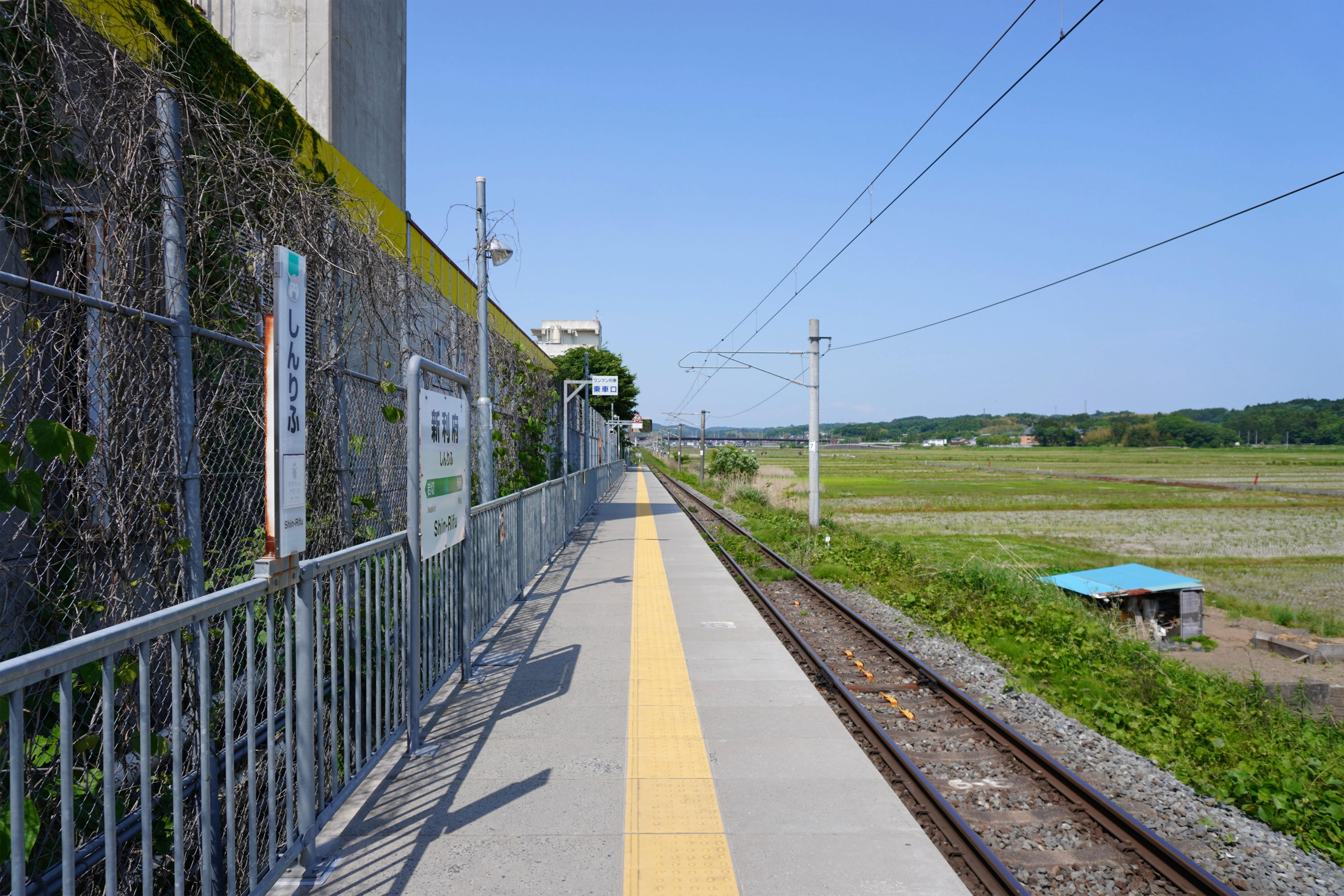
ホーム（2023年5月）
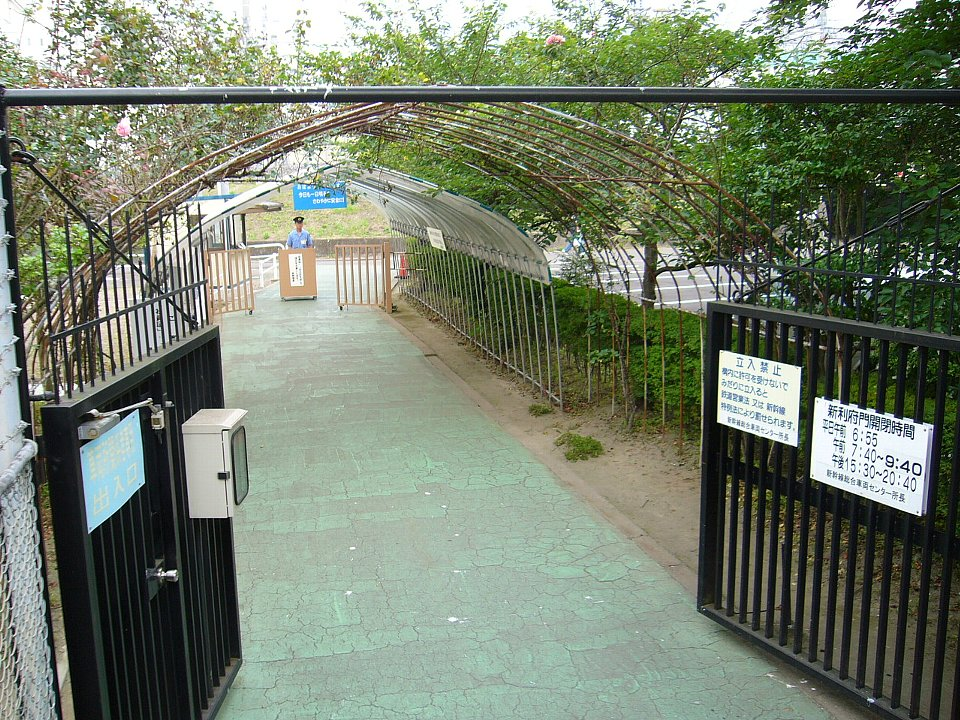
新幹線総合車両センター専用出入口（2006年8月）

## 駅周辺
- 新幹線総合車両センター
- イオンモール新利府[6]
- 加瀬沼公園（杜の都信用金庫「モリリン加瀬沼公園」）
- 三陸自動車道・仙台北部道路 利府ジャンクション[2]
- 宮城県道8号仙台松島線
- 宮城県道259号加瀬沼公園線

## 隣の駅
東日本旅客鉄道（JR東日本）
■東北本線（利府線）
岩切駅 - 新利府駅 - 利府駅